# ليمور فأري رمادي
ليمور فأري رمادي هو أكبر ليمور فأري حي، يوجد فقط في مدغشقر، ويزن من 58 إلى 67 جرام تقريباً.